# Masseria Miniero
La Masseria Miniero è una struttura di interesse monumentale che sorge sulla collina del Vomero a Napoli; di essa oggi rimangono solo alcuni resti.
Nel 1801 entrò a far parte dell'Hortus Camaldolensis, l'enorme proprietà terriera facente parte del complesso di Villa Ricciardi; oggi è perciò nota con questo stesso nome.
La struttura ha subito vari rimaneggiamenti nel corso del tempo: nel cortile esterno è sopravvissuta solo una vecchia edicola sacra (originariamente affiancata da una cappella, già indicata nella pianta del duca di Noja del 1775, ma distrutta durante l'ultima speculazione edilizia), mentre il cortile interno ha conservato in maniera integra i suoi elementi rustici.
Si trova in via Tilgher, alle spalle dello Stadio Arturo Collana.